# Henrik Schneider
Hans Henrik Schneider, född 2 februari 1968 i Skövde, är en svensk handbollstränare och före detta handbollsspelare. Han var i några år assisterande tränare till Gunnar Blombäck i IFK Skövde. När Blombäck fick sluta tog Schneider över. Han har tidigare varit tränare för Mariestads AIF, Polisen/Söder och Anderstorps SK. Som spelare spelade han i IFK Skövde där han gjorde 16 A-lagsmatcher och fyra mål.